# Cornago
Cornago es un municipio de la comunidad autónoma de La Rioja (España), en la Comarca de Cervera. Se encuentra dentro de la Sierra de Alcarama, limitando con la provincia de Soria al sur. Al norte se encuentra la sierra de Peñalosa. Las mayores altitudes se hallan en el alto de la Nevera con 1366 m s. n. m., en el de Cabeza de la Hoya con 1349 m s. n. m., y en el Alto de los Tres Mojones.

## Geografía
Destacan
- La Sierra de Alcarama
- La vega del río Linares

## Flora y fauna
La actividad humana a través de las roturaciones agrícolas y la tal abusiva de los bosques para la creación de pastizales, han destruido la mayor parte de la vegetación arbórea autóctona.
La deforestación sobre zonas de gran de pendiente, ha originado la erosión de estas superficies y su posterior paso al capítulo de matorral degradado-improductivo o pastizales en periodo de degradación.
El término forestal de Cornago se encuentra ampliamente deforestado. Según las últimas estadísticas, la superficie bajo cubierta de árboles es de 712 ha, el 9% de la superficie total, de los cuales, el 57% son repoblaciones de origen artificial.
Por otra parte, el abandono de la actividad agrícola en las zonas de gran pendiente, está originando en la actualidad el deterioro de los muros de contención los bancales, agravando aún más el proceso erosivo.
En el aspecto ganadero, la falta de laboreo de los terrenos de monte y la menor presión ganadera están permitiendo la invasión del matorral sobre zonas pastadas por el ganado.
- Hay una importante colonia de buitres leonados.

## Historia
Aunque es antiquísimo el pueblo de Cornago, poco puede decirse de su historia y hemos de llegar hasta mediados del siglo IX, para encontrarlo mencionado por primera vez en los documentos. La situación del pueblo nos permite pensar que desde los más remotos tiempos, tuvo Cornago alguna defensa o castillo, sobre las rocas que coronan la colina a cuya falda se extiende.
Al tratar el P. Anguiano en su libro de 1701 titulado Compendio Historial de La Rioja, de la batalla de Clavijo y de la brillante actuación de un Caballero llamado Tejada, dice que el rey Ramiro al volverse a León «satisfecho de su raro valor y prudencia lo dexó en esta frontera por guarda della, con carácter de Capitán General, para resistir a los Moros de Aragón , que eran los más cercanos entonces, juntamente le hizo Alcalde de las dos grandes fortalezas de Clavijo y Viguera que eran entonces la puerta principal para entrar en la Rioja, y no ay duda de que assí en estos castillos como en los de Juvera, Ocón, Ausejo, Calahorra, Arrendó, Corango y otros de las faldas de la sierra de Cameros quedaron entonces guarniciones de soldados esforzados con sus Capitanes y destos fueron, según Lobera, aquellos doze Cavalleros que en la compañía del General Tejada con servicios muy señalados dieron principio a las trece Divisas y Casas solariegas del valle de Ossera».
Según diversos autores debemos atribuir al General Sancho de Tejada o a sus Capitanes la conquista de Cornago; cierto que no existen documentos que prueben de una manera convincente y explícita esta conquista, cosa que no debe maravillarnos tratándose de siglos tan lejanos y de tiempos en que se preocupaban más de realizar la obra de la reconquista que de cantarla o escribirla; más aún prescindiendo de la Batalla de Clavijo y de las tradiciones del solar de Valdeosera, podemos estar seguros de que Cornago fue conquistado del poder de los moros en este tiempo si es que lo no había sido ya, por el primer Conde de Castilla Fernán González, que al conquistar las tierras de Osama y San Esteban de Gormaz por el año 835, quedaron libres también las comprendidas entre estas poblaciones y las sierras al sur de La Rioja o sea las tierras del nacimiento del Duero.
Conquistado Cornago, quedó como jalón de los más avanzados de las conquistas cristianas en esta parte y en la condición de localidad fronteriza, siguió nada menos que casi tres siglos, es decir, hasta la caída de los reinos moros de Tudela y Zaragoza (1118). Nada sabemos de la historia de Cornago durante estos siglos, que se relacione con hechos de guerra con los vecinos moros y si la historia regional ni la local nada nos dicen es sencillamente porque sin duda no los hubo, lo cual no es de extrañar. Las tierras de Cornago, son muy accidentadas y no se prestan, por lo tanto, a incursiones y ataques por sorpresa, casi todas las invasiones llevadas contra Castilla de parte de los moros de Aragón toman el camino llano de La Rioja, de modo que Cornago quedó como en un punto muerto, que si ciertamente no era punto de ataque para los moros, era necesario tenerlo bien defendido. Ni que decir tiene que el castillo de Cornago, que ha llegado hasta nosotros, no es el que debió construirse a mediados del siglo IX a raíz de la conquista del pueblo.
Desaparecido el peligro árabe con la desaparición de los reinos moros de Tudela y Zaragoza, el viejo castillo de Cornago parece que dio por terminada su misión. Pero al desaparecer los moros queda Cornago de nuevo como lugar fronterizo de los reinos de Castilla, Navarra y Aragón y así, destruyendo el antiguo castillo y en su mismo emplazamiento, es necesario levantar otro que debió desempeñar otra misión no menos difícil en los siglos de la Baja Edad Media; este castillo es el que hoy día podemos contemplar mutilado por la mano del hombre y envejecido por los siglos, pero que a pesar de los hombres y de los siglos sigue levantando orgulloso algunas de sus torres.
La fecha de su construcción puede fijarse a principios del siglo XIII, tal vez en el reinado del rey Fernando III. siguieron dos reinados de paz en esta frontera, los de Fernando el Emplazado y de Alfonso el Justiciero, pero a estos siguió otro en el que Cornago debió desempeñar un papel importante. Durante las largas contiendas de Pedro el Cruel con su hermano bastardo Enrique, el castillo de Cornago, situado en la frontera de Aragón, debió ser apetecido por los dos hermanos y sin duda que sufrió en las vicisitudes de la larga contienda. Afianzado Enrique en el trono de Castilla, hace entrega de Cornago a su fiel servidor el aragonés Juan Martínez de Luna III y en manos de éste y de su hijo siguió el señorío de Cornago en los reinados de Juan I y Enrique el doliente.
El reinado de Juan II fue para Cornago un periodo de inquietud, peligro y calamidades. Si bien durante la minoría de este rey, gracias a la prudencia de Fernando, el que después se llamó de Antequera, hubo paz en Castilla, no pudo conservarse esta una vez que fue declarado Juan mayor de edad. Desde este momento se entabla en el reino una guerra civil, que con breves intervalos durara hasta la muerte del monarca. La nobleza de Castilla, ala que se unen los turbulentos Infantes de Aragón, pónense frente a la autoridad real. el rey, débil de carácter, hubiese sido un juguete en mano de los nobles, si a su lado no hubiese tenido un defensor en la figura de Álvaro de Luna. Contra Álvaro dirigen sus intrigas y sus armas los nobles e infantes. Cuantas veces sus enemigos logran desterrarlo, otras tantas hubo de volver para que en el reino hubiese paz y gobierno. Después del primer destierro acumula el condestable enormes bienes y riquezas; entre estos figuran algunos pueblos que habían sido de su padre, uno de ellos Cornago.
Los Infantes de Aragón, a su vuelta de Nápoles, continuaron la guerra al Condestable y logran con sus aliados desterrar, por segunda vez, a Álvaro; pero su vuelta a la corte no se hace esperar; los nobles siguen haciéndole guerra molestando sus tierras y sus lugares. Por este tiempo, 1440, es cuando crea para su hija naurual, María de Luna, el Mayorazgo de Cornago y Jubera, con lo que Cornago queda asegurado a la causa del condestable, con la fidelidad extraordinario de Juan de Luna, esposo de su hija María.
Las turbulencias de todo este reinado vense manifiestas en el privilegio que el rey Juan dio a los habitantes de la villa de Cornago en 1445, año preciso de la batalla de Olmedo, después de la cual Álvaro de Luna alcanzó el máximo poder, no hay duda que Álvaro intervendría en la obtención del privilegio, pues indirectamente salía él beneficiado.
El motivo principal de la concesión de dicho privilegio es el daño que sus moradores habían sufrido durante las guerras civiles. «Por facer bien y merced a los del concejo y omes buenos de la villa de Cornadgo que agora son y serán de aquí adelante, que por cuanto so informado que por estar la dicha villa en frontera del regno de Navarra, durante los movimientos y escándalos pasados en mis Regnos acaecidos han recibido muchos robos y males y dannos así del regno de navarra como de otras gentes, por causa de lo cual la dicha villa se ha despoblado de cada día, por la presente vos gago merced de juro de heredad para siempre jamás para que seades francos y libres y quietos vosotros y vuestros ganados, bestias y bienes y mercadorías y cosas, para que por doquier y en qualesquier partes de mis regnos e cualquier o qualequier de los otros anduviéredes seades francos y libres y quitos de todo portadgo y peaje y barcaje y Roda y astelería y otros cualesquier derechos semejantes según que mejor y más cumplidamente lo son qualesquier derechos semejantes segund que mejor y más cumplidamente los son qualesquier villas y lugares comarcanos en las dicha frontera. E quero que los nosn paguedes nin seades tenudos a los pagar».
Más desastroso para Castilla, que el reinado de Juan II. Lo fue el de su hijo Enrique IV. Cornago durante este reinado es de suponer sufriría también las consecuencias de las relaciones poco amistosas del rey de Castilla con el de Aragón, Juan que lo era a la vez y con anterioridad de Navarra. Hay memoria de este rey en el archivo de Cornago, en la confirmación del privilegio que a los vecinos les había hecho su padre.
Del final de este reinado tenemos una noticia del castillo y pueblo de Cornago. El Arzobispo de Toledo Alfonso Carrillo Acuña pide la entrega de la villa de Cornago y también la de Alfaro. La posición de la villa y la ciudad no era despreciable para la nueva marcha de los acontecimientos que se avecinaban, es decir, de la unión de la Princesa Isabel con el Príncipe heredero de Aragón Fernando, de cuya unión era el Arzobispo tan partidario.
Pero cómo pide la entrega de la villa de Cornago, que era de Mayorazgo y cuya posesión les fue respetada a sus señores hasta en los momentos más difíciles. María, esposa de Juan de Luna, en 1466, seguía en Cornago favoreciendo su fundación del Convento de San Francisco y que antes de 1511, vese figurar como señor de Cornago a Álvaro de Luna a quien como diremos después suponemos nieto de Juan de Luna y María de Luna.
En el reinado de los Reyes Católicos puede decirse que acaba la historia de todos los castillos. Sus órdenes de derrocamiento y sus prohibiciones de construir otros nuevos fueron las medidas que acabaron con todos ellos. Además establecida la paz en España con un gobierno central único y dominada la nobleza, los castillos resultaban inútiles. Y como en muchos de ellos la vida no era nada cómoda, se fueron abandonando como vivienda, continuando habitado únicamente los construidos en el siglo XIV, en los cuales las comodidades eran mayores.
El castillo de Cornago debió abandonarse como vivienda a principios del siglo XVI, pero debió seguir en buen estado por mucho tiempo, y tuvo más suerte que otros, gracias a los buenos materiales empleados en su construcción y a sus buenos cimientos. Sin duda que prestaría utilidad en las guerras de os pasados siglos y aún queda tradición de la existencia de cañones en su recinto, que seguramente desaparecerían en la última guerra civil del pasado siglo.
En 1813 debió hacerse desaparecer todo vestigio de construcción de interior del recinto, para utilizarlo para cementerio, como paso en Vozmediano (Soria). El habérselo dado este piadoso fin, ha sido sin duda la razón de la existencia de tan notables restos en nuestros días y lo que impidió que los particulares aprovechasen los materiales, mas no lo impidió a las autoridades locales que en más de una ocasión, con el fin de realizar obras de carácter más o menos municipal, han maltratado el viejo castillo.

## Geografía humana

### Demografía
Cuenta con una población de 287 habitantes (INE 2024).
| Gráfica de evolución demográfica de Cornago entre 1842 y 2021                                                         |
| |
| Población de derecho según los censos de población del INE. Población de hecho según los censos de población del INE. |

Cornago es un municipio principalmente agrícola y ganadero, durante el siglo XIX alcanzó gran desarrollo gracias a la industria textil, pero tras el cierre de la industria y la mecanización del campo en los años 60, sumado a la difícil orografía del terreno (muchas de las tierras de cultivo se encontraban en pequeños bancales) hizo que la agricultura en la localidad fuese poco rentable. Esto sumado a la decadencia de la ganadería desde mediados de siglo XX y la mala calidad de los pastos invadidos por el matorral, ha provocado un fuerte descenso demográfico en el municipio desde los años 60.
El descenso demográfico además es constante y parece imparable, puesto que a pesar de los impulsos del turismo rural, ese sector no puede generar suficientes empleos para cambiar la tendencia negativa del municipio.

### Demografía reciente del núcleo principal
Cornago (localidad) contaba a 1 de enero de 2020 con una población de 304 habitantes, 179 hombres y 125 mujeres.
| Gráfica de evolución demográfica de Cornago (localidad) entre 2000 y 2020                        |
|                                                                                                  |
| Población de derecho (2000-2020) según los censos de población del INE a 1 de enero de cada año. |

### Población por núcleos
| Núcleos      | Habitantes (2000) | Habitantes (2010) | Habitantes (2020) |
| ------------ | ----------------- | ----------------- | ----------------- |
| Cornago      | 533               | 428               | 304               |
| Valdeperillo | 34                | 25                | 13                |

## Administración
| Periodo   | Nombre                                 | Partido |
| --------- | -------------------------------------- | ------- |
| 1979-1983 | Hector López Moreno                    | CD      |
| 1983-1987 | Hector López Moreno                    | AP      |
| 1987-1991 | Jesús Jiménez Vaquero                  | PSOE    |
| 1991-1995 | Jesús Jiménez Vaquero                  | PSOE    |
| 1995-1999 | Jesús Jiménez Vaquero                  | PSOE    |
| 1999-2003 | Jesús Jiménez Vaquero                  | PSOE    |
| 2003-2007 | Ana Álvarez Mayoral / Rubén Galán Sáez | PSOE    |
| 2007-2011 | Rubén Galán Sáez                       | PSOE    |
| 2011-2015 | Rubén Galán Sáez                       | PSOE    |
| 2015-2019 | Luis Manuel Martínez Zapater           | PSOE    |
| 2019-2023 | Jesús Ángel Rezola Pérez               | PP      |

## Accesos
- Carretera de Arnedo a Cervera del Río Alhama
- Carretera de Igea

## Símbolos
El escudo y bandera municipales fueron aprobados oficialmente el 4 de febrero de 2011, con las siguientes descripciones:

Escudo cuartelado. Primero y cuarto, de gules, el creciente de plata y la campaña de lo mismo; segundo y tercero, de azur, el castillo de oro. Al timbre, corona real cerrada.

El paño cuartelado. Primero y cuarto de gules con el creciente de plata y la campaña de lo mismo; segundo y tercero, de azul con el castillo de oro.

## Patrimonio

### Monumentos
- Castillo de Cornago: Construido en el siglo XIII sobre una antigua fortaleza del siglo IX. Situado sobre un cerro dominando la población, perteneció a la familia Luna, que eran señores de Jubera y Cornago.[12]
- Iglesia de San Pedro: Se sitúa junto al castillo. Construida en los siglos XV al XVI. La torre y su capilla barroca se construyó en el siglo XVII. Fue acabada en 1711. Está construida en sillería, sillarejo y ladrillo.
- Convento de Nuestra Señora de Campolapuente: Se encuentra en ruinas.
- Palacio de los Baroja.
- Ermita de Santa Catalina: Fue construida en mampostería y ladrillo, es de estilo barroco y consta de una nave de tres tramos con cabecera cuadrangular. En ella se encuentra la imagen de Nuestra Señora de Campolapuente proveniente del convento del mismo nombre.
- Ermita de la Piedad: Edificio rectangular, en la que se encuentra la Virgen del Rosario del siglo XVII.
- Ermita de Santa Ana : Se encuentra en ruinas.
- Ermita de San Blas o San Gil: Construida en el siglo XII. Posee un pequeño retablo del siglo XVI, con la imagen de San Gil en el centro, atribuido a Pedro de Puebla. En 1870 se introdujo la imagen de San Blas, así como su culto.
- Ermita de San Roque: Se encuentra en ruinas.
- Ermita de S. Sebastián: Se encuentra en ruinas.
- Ermita de San Martín.
- Fuente de La Pazana: Fuente del siglo XVIII, situada a 5 km de la localidad, característica por tener aguas sulfurosas. La fuente presenta dos caños y una pila desde donde surge un fuerte olor a sulfuro conocido comúnmente como el olor a huevos podridos. Junto a la fuente hay una casa que actuaba de fonda y que era donde se hospedaban los visitantes de la fuente.[13][14]

Monumentos de Cornago
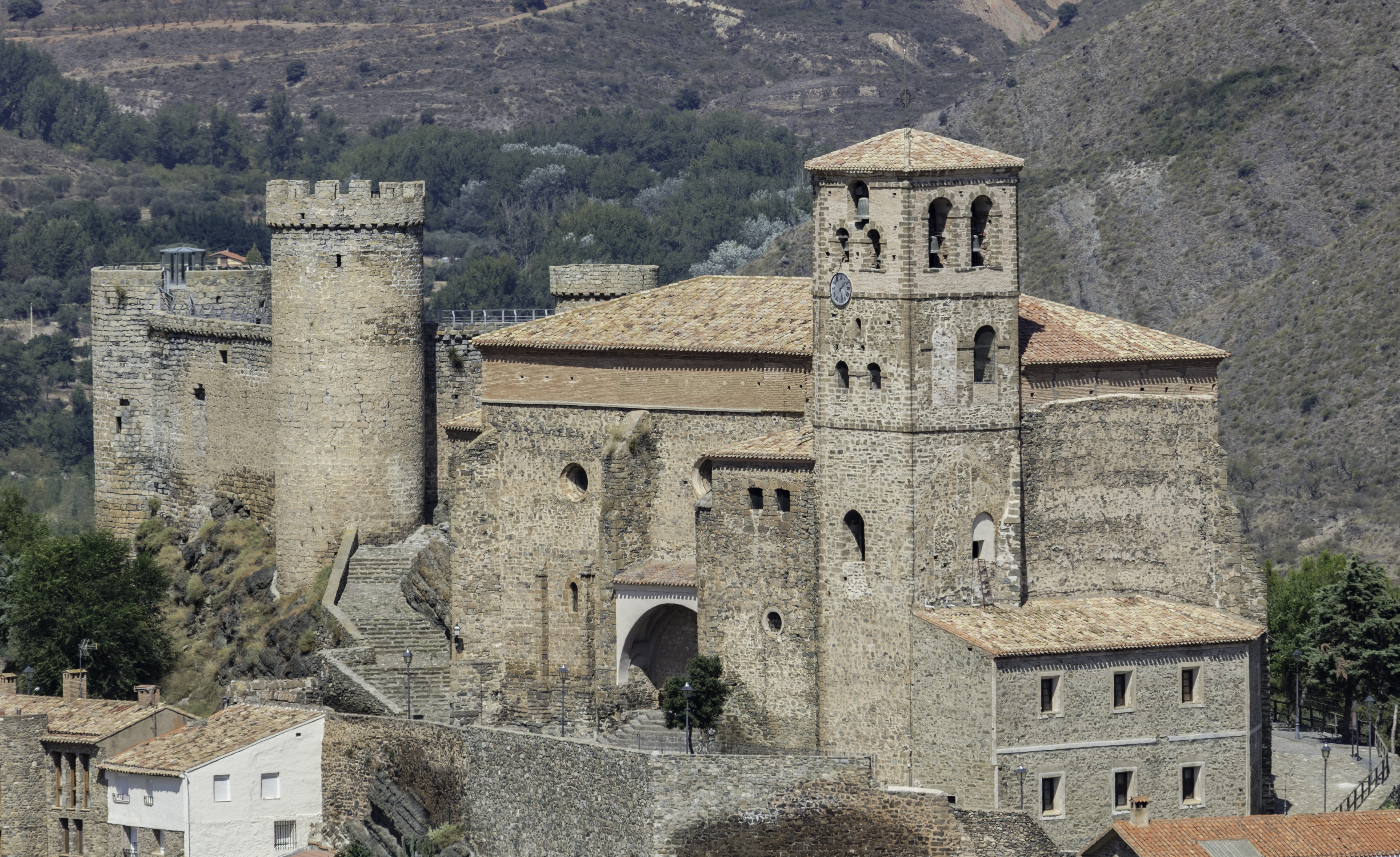
Iglesia de San Pedro.
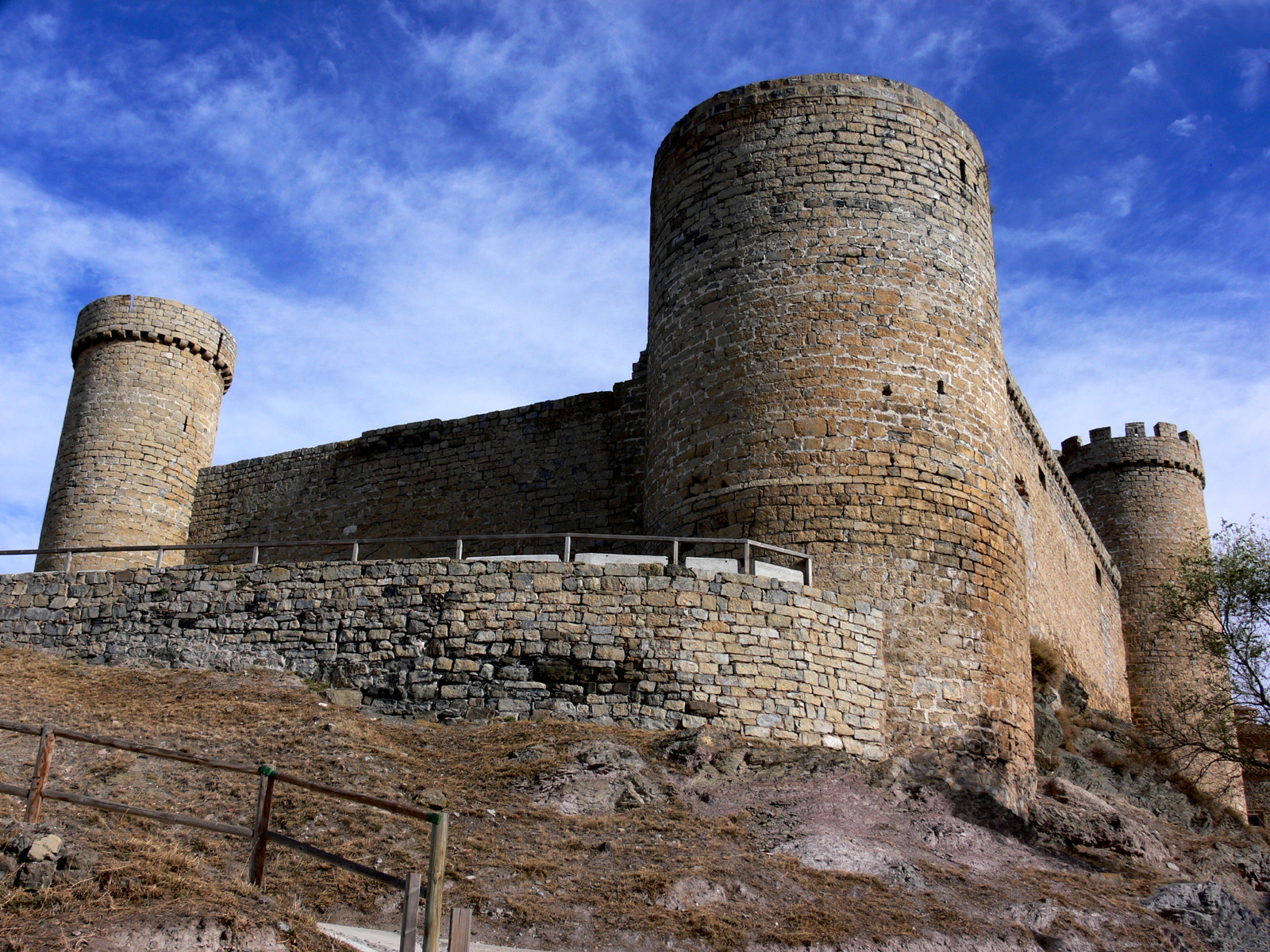
Castillo.
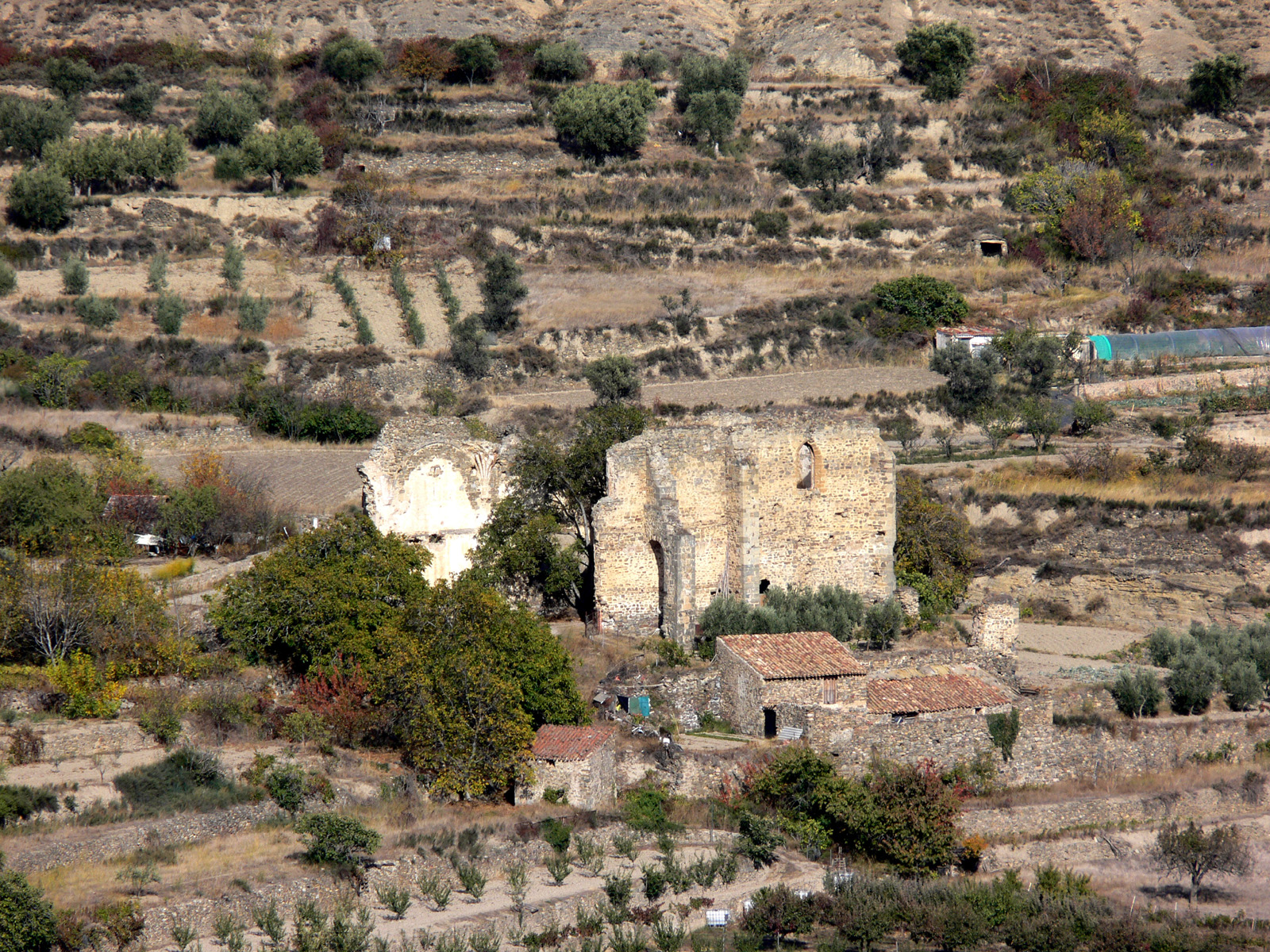
Restos del Convento de Nuestra Señora de Campolapuente.
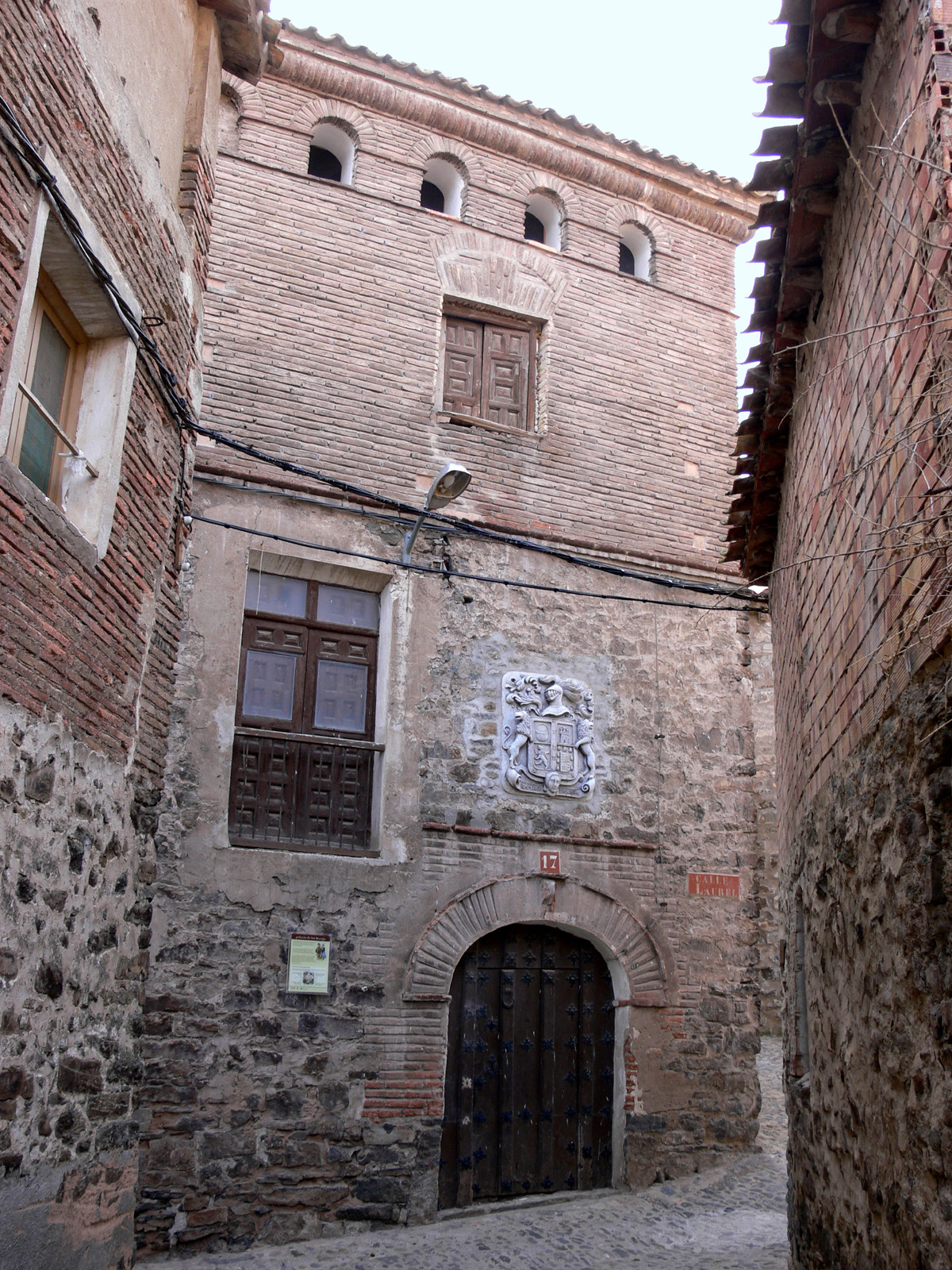
Palacio de los Baroja.
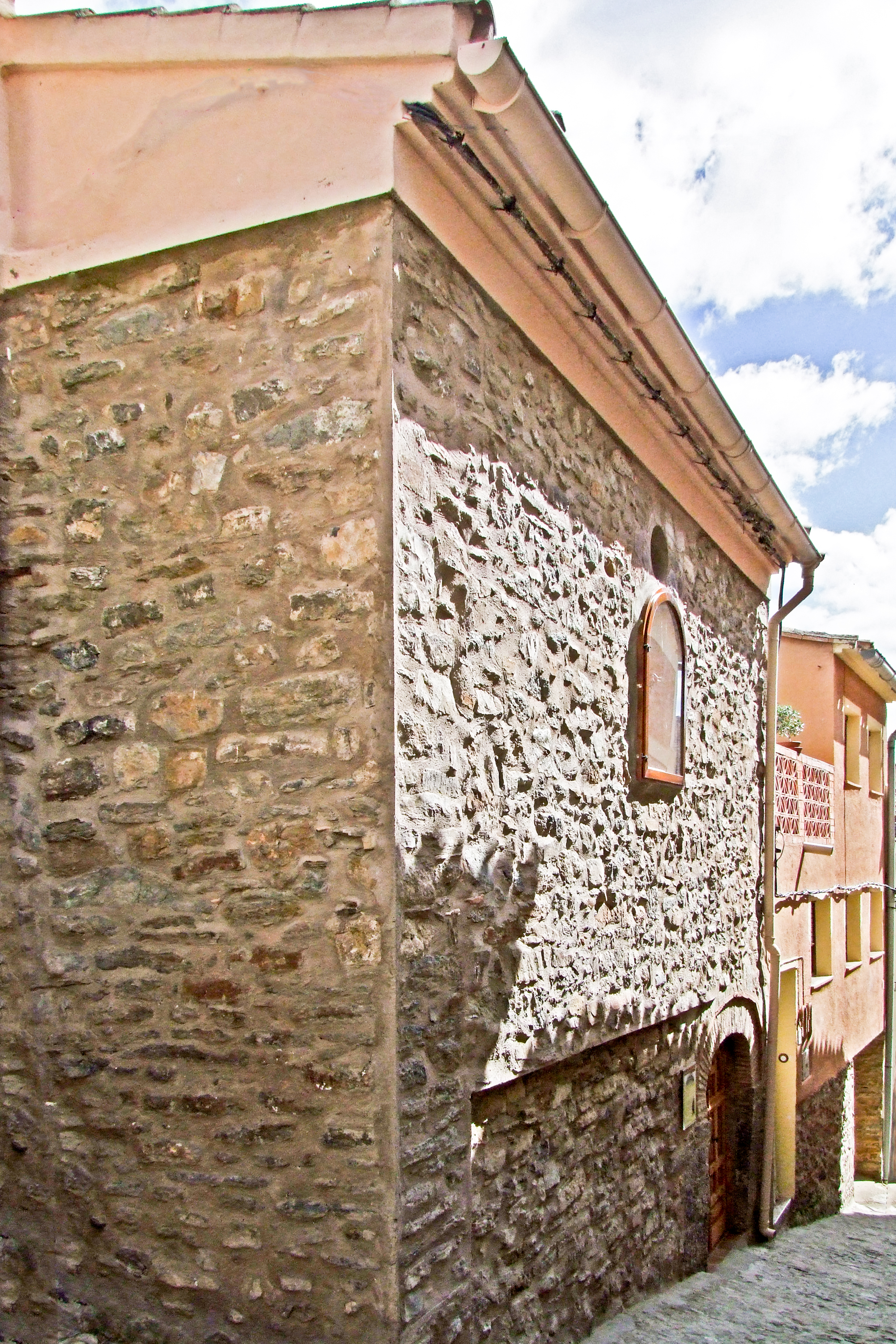
Ermita de Santa Catalina.
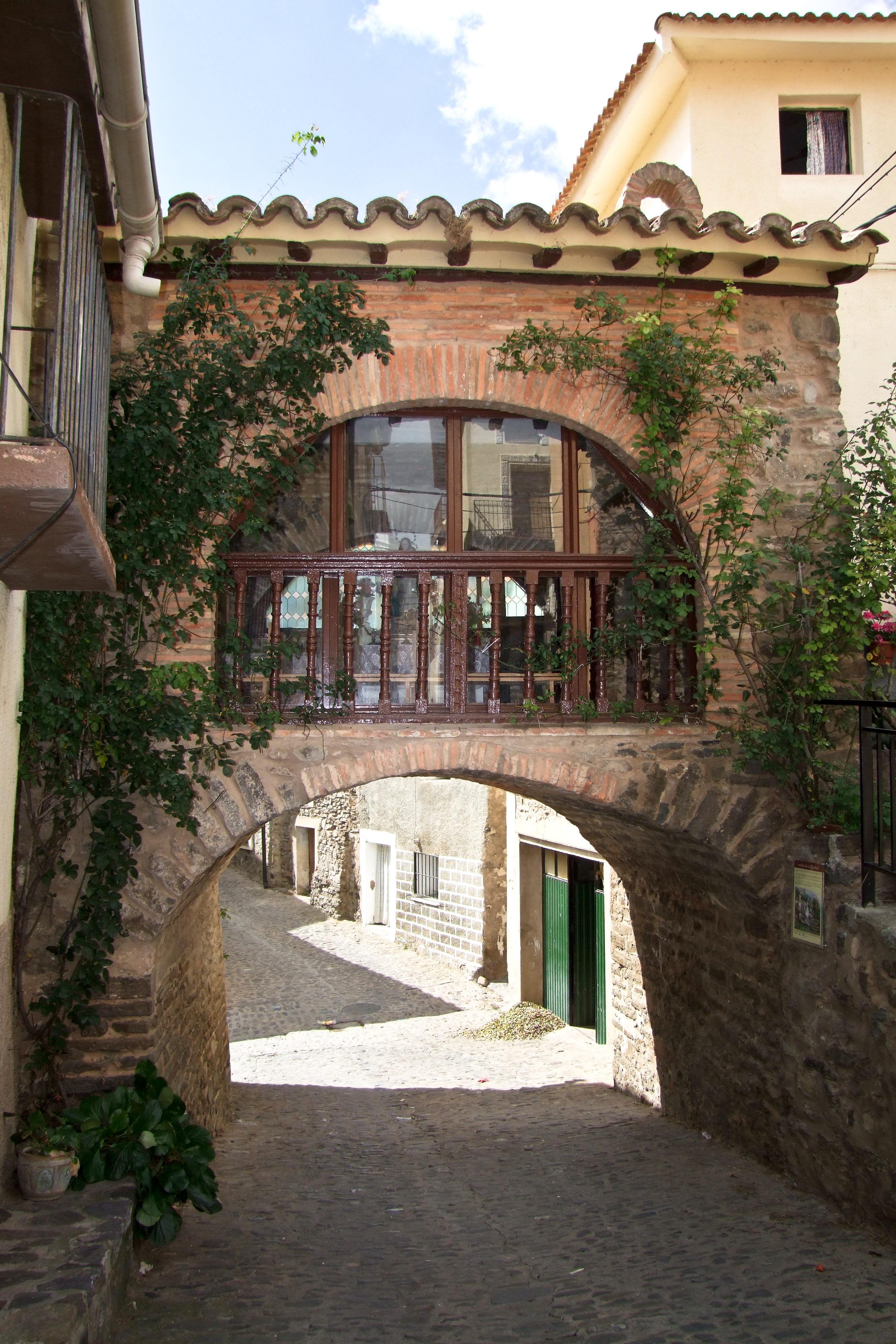
Ermita de la Piedad.
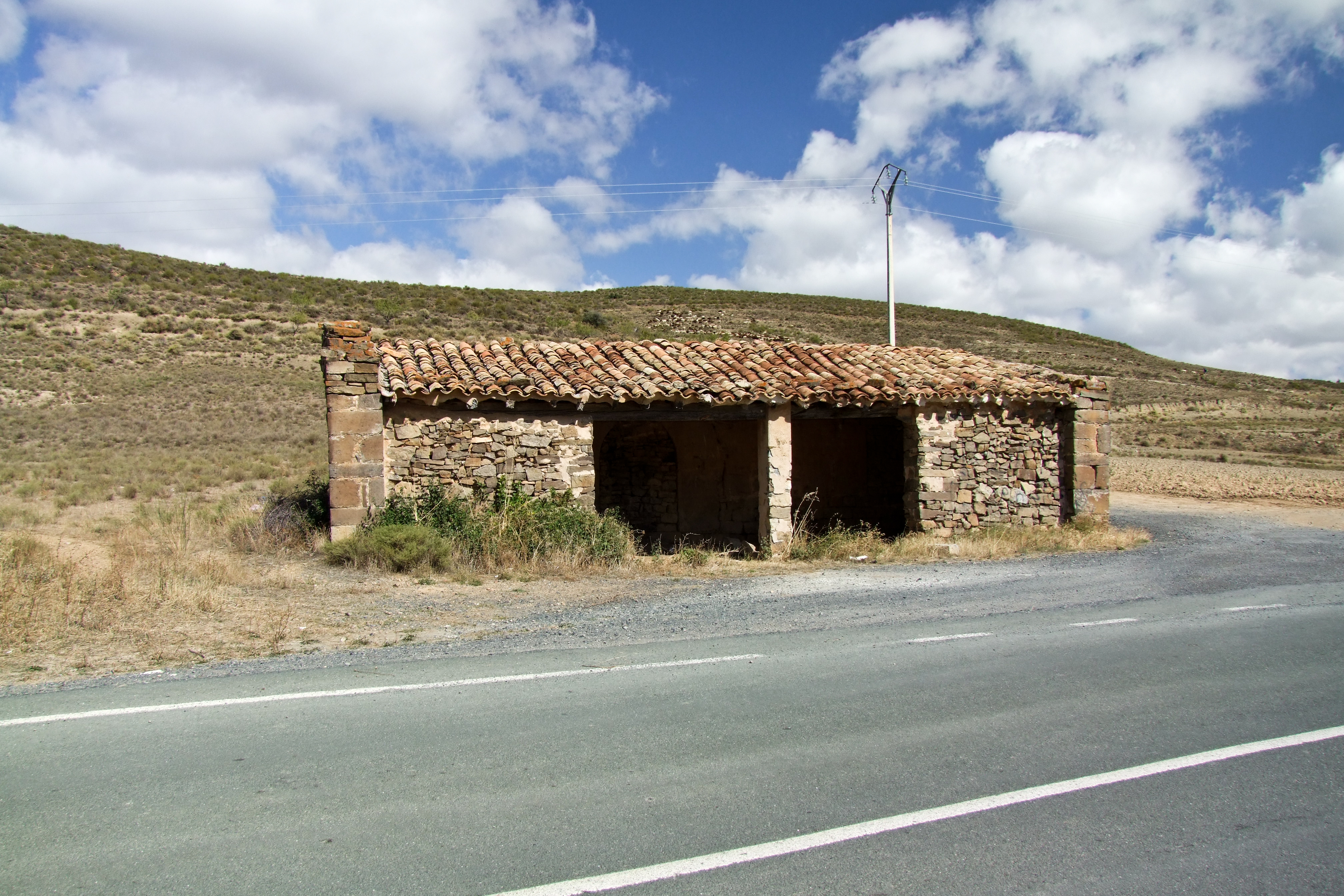
Ermita de Santa Ana.
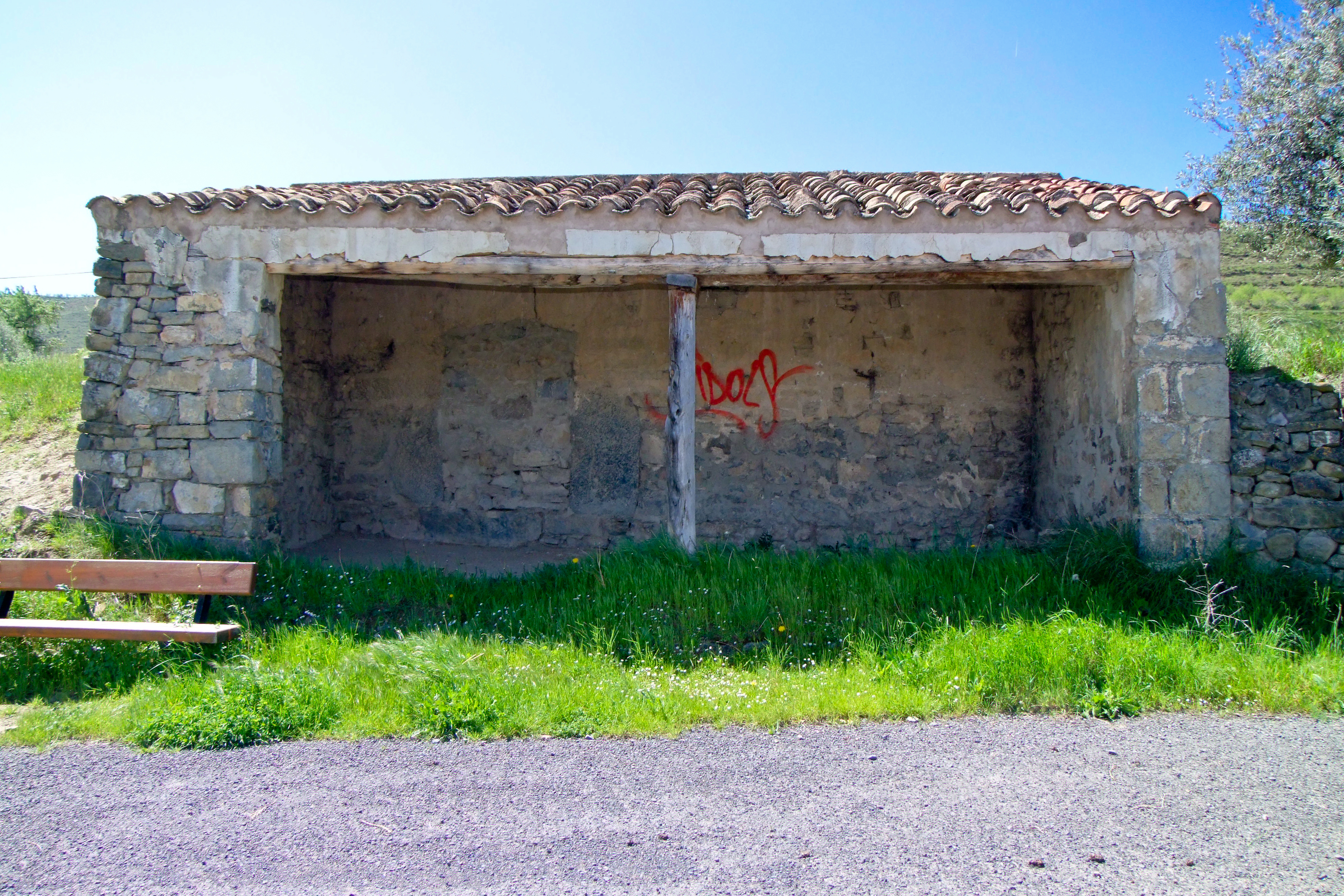
Ermita de San Roque
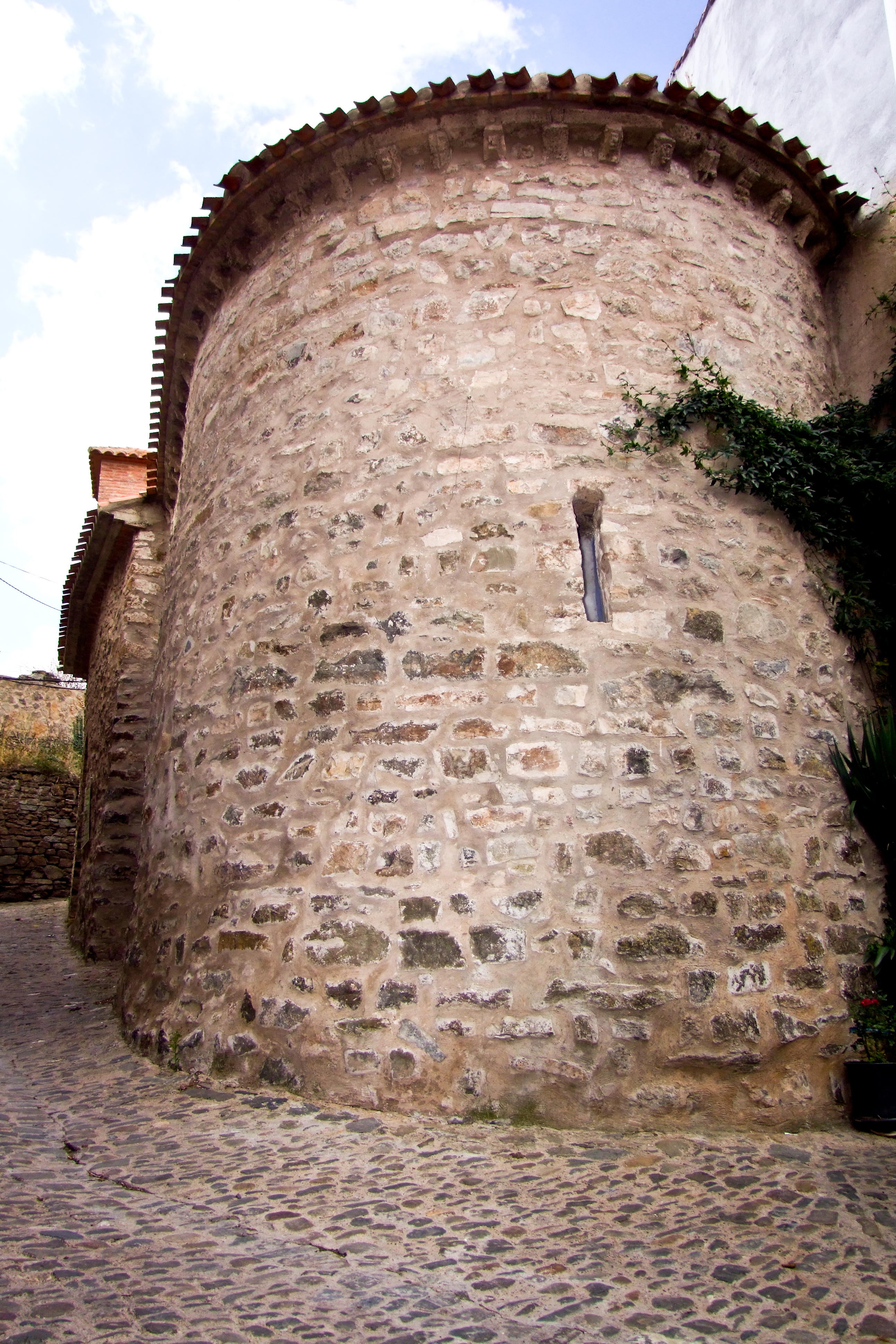
Ermita de San Blas.
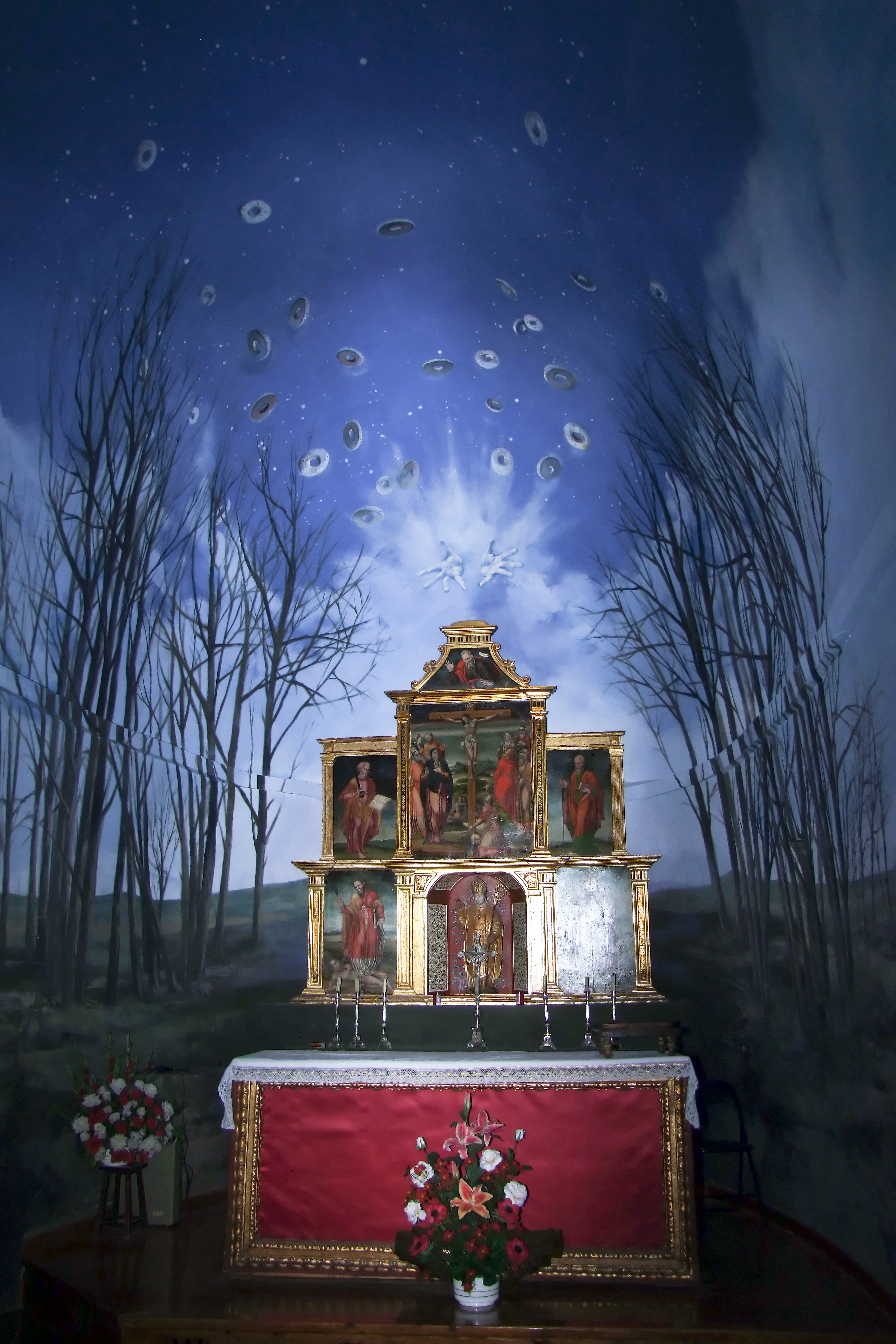
Ermita de San Blas.
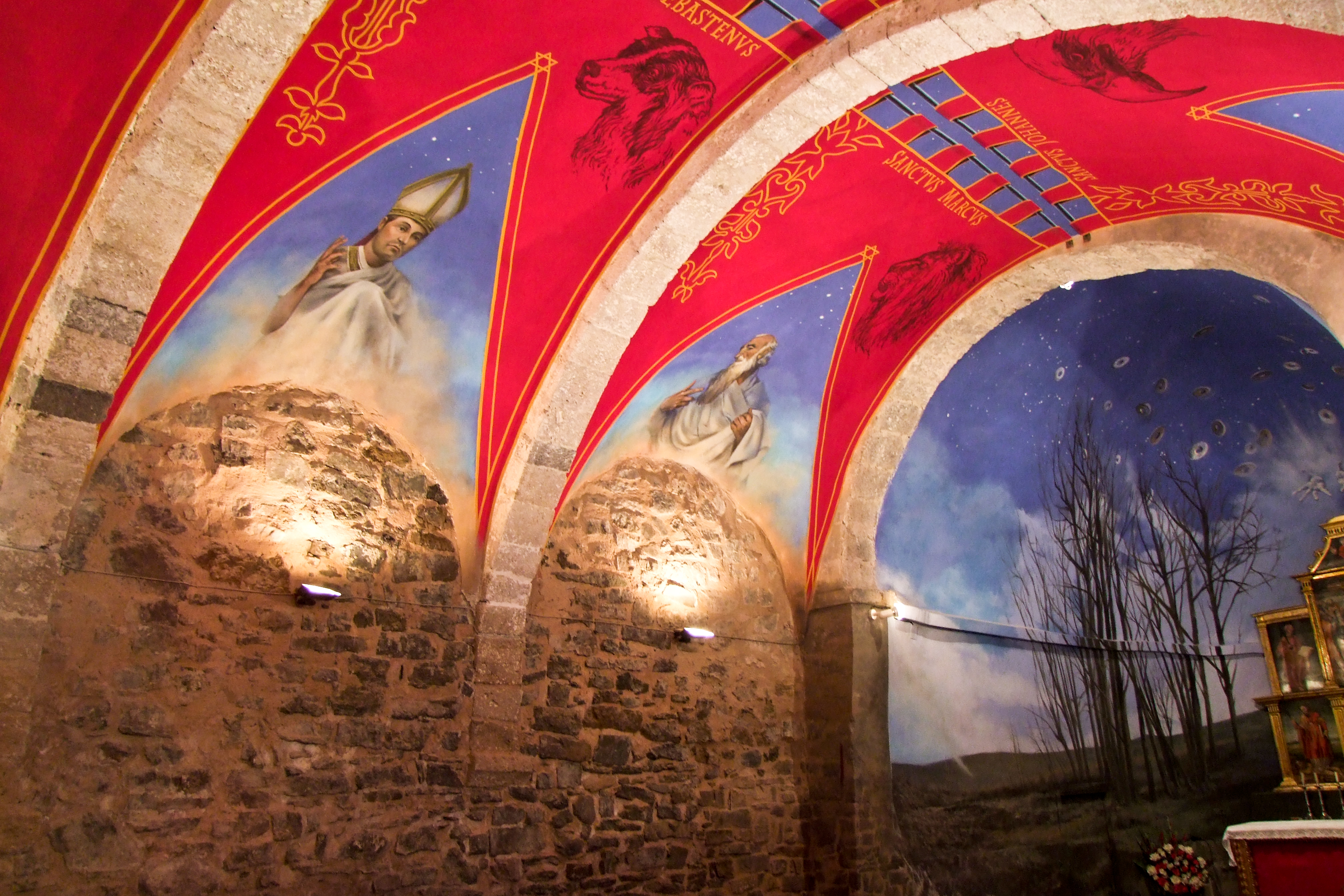
Ermita de San Blas.
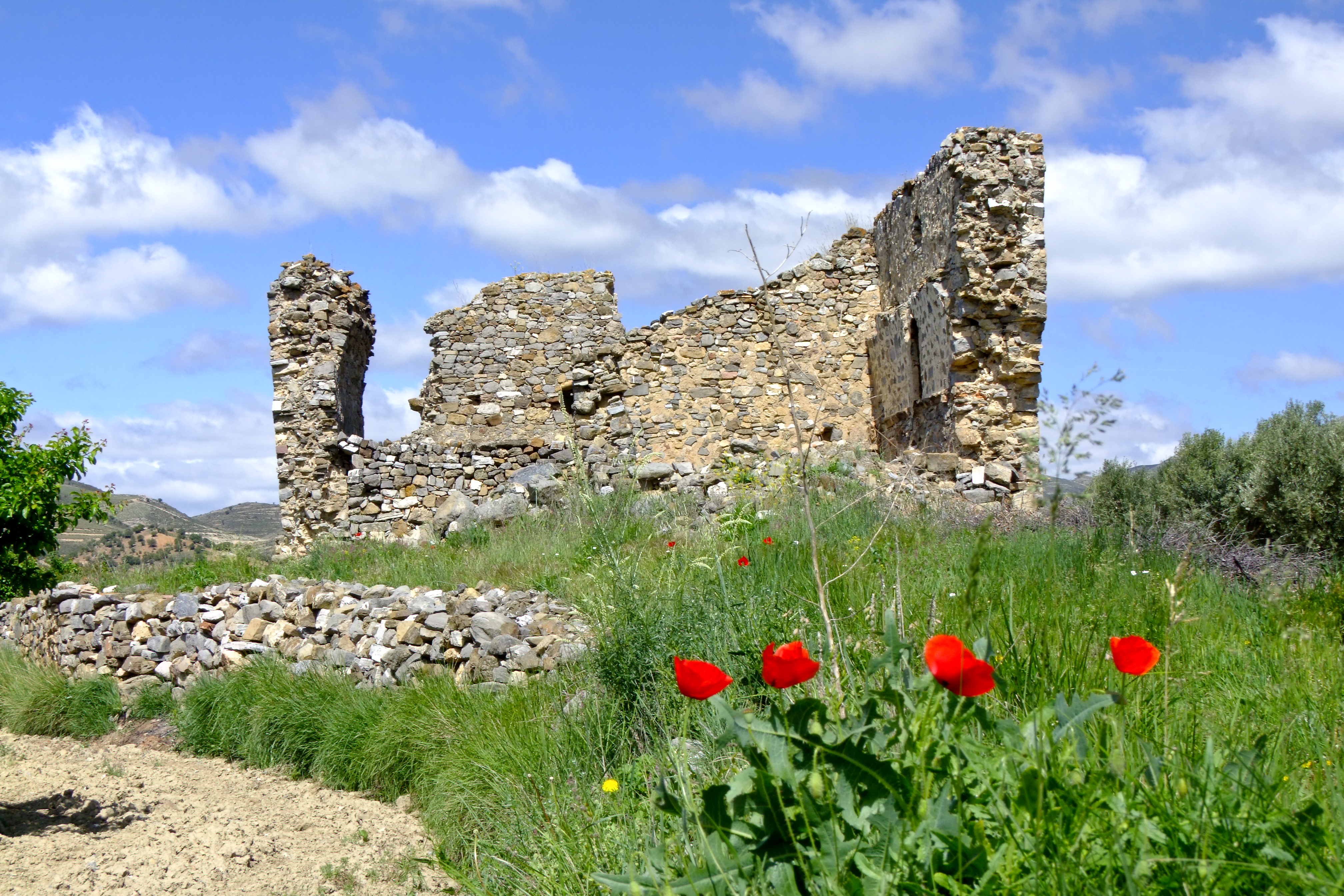
Ermita de San Martín.

### Icnitas

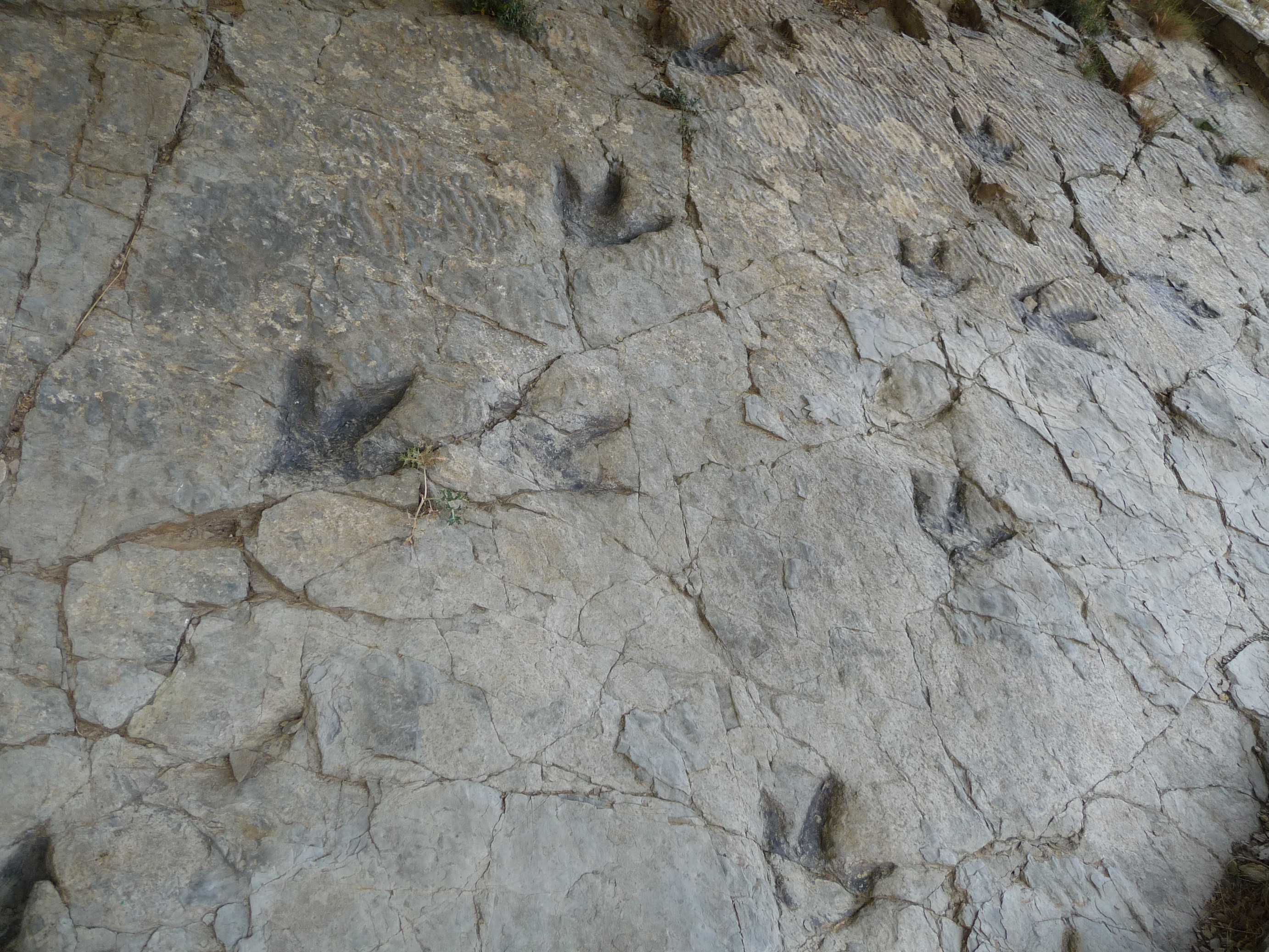
Yacimiento de Los Cayos

Durante el periodo Cretácico inferior, formó parte de una llanura encharcada que se desecaba periódicamente, dejando atrás zonas fangosas en las que las huellas de dinosaurio quedaban marcadas a su paso. Con el tiempo éstas se secaban y cubrían con nuevos sedimentos cuyo peso prensaba las capas inferiores, haciéndolas solidificar en rocas con el paso de millones de años. La erosión ha ido desgastando las capas superiores, haciendo visibles muchas de estas formaciones rocosas, permitiendo observar las icnitas.
En el municipio se encuentran varios yacimientos:
- Los cayos: se encuentra en el barranco que da nombre al yacimiento. Está muy bien conservado, es de fácil acceso y se encuentra dividido en tres sectores. El A contiene 36 rastros de dinosaurios carnívoros y 4 pisadas aisladas, haciendo un total de 197 pisadas. Algunas tienen hasta 10 cm de profundidad y las mayores llegan a 45 cm de longitud. El B contiene 10 rastros de carnívoros con 312 huellas y dos de los rastros tienen surcos sinusoidales producidos por el arrastre de la cola. El C contiene 4 marcas dejadas por aves y 58 por tortugas que nadaban en el agua y tocaban el suelo.[15]
- Chorrón del saltadero
- Cabezuelos
- Valdenocerillo
- Barranco de Acrijos

Todos ellos están considerados como Bien de Interés Cultural en la categoría de Sitio Histórico desde el 23 de junio de 2000.